# Tommy Lascelles
Alan Frederick „Tommy” Lascelles (ur. 11 kwietnia 1887, zm. 10 sierpnia 1981) – brytyjski dworzanin królewski i urzędnik państwowy, w latach 1943-1953 główny sekretarz osobisty najpierw króla Jerzego VI, a następnie królowej Elżbiety II.

## Życiorys

### Młodość i służba wojskowa
Pochodził z arystokratycznego środowiska, jego dziadkiem był 4. hrabia Harewood, teściem 1. wicehrabia Chelmsford,  a szwagrem lord Lloyd. Był absolwentem University of Dublin, gdzie w 1909 ukończył studia licencjackie (bakalarskie), a sześć lat później uzyskał magisterium. Brał udział w I wojnie światowej. Wojsko opuścił w stopniu kapitana.

### Praca na dworze królewskim
W 1920 został jednym z zastępców głównego sekretarza osobistego ówczesnego księcia Walii, późniejszego króla Edwarda VIII. W 1929 opuścił dwór królewski, a dwa lata później został mianowany sekretarzem gubernatora generalnego Kanady. W 1935 dołączył do zespołu sekretarzy osobistych króla Jerzego V, kontynuując pracę w takim charakterze również na dworach Edwarda VIII i Jerzego VI. W 1943 monarcha awansował go na stanowisko swojego głównego sekretarza osobistego i powołał w skład Tajnej Rady. Po śmierci króla Jerzego, Lascelles był głównym sekretarzem królowej Elżbiety II w ciągu pierwszych niespełna dwóch lat jej panowania.

### Późniejsze życie
W 1953 opuścił służbę państwową i przeszedł do sektora prywatnego, przez kolejne dziesięć lat zasiadając w radzie nadzorczej jednego z banków. Królowa Elżbieta przyznała mu jednak, czysto honorowy, tytuł nadwornego masztalerza nadzwyczajnego, który nosił aż do śmierci. Zmarł w 1981 w wieku 94 lat.

## Odznaczenia
Lascelles otrzymał następujące spośród ważnych odznaczeń państwowych:
- Military Cross (w czasie I wojny światowej)[2]
- Królewski Order Wiktoriański klasy Kawaler (1926)[2]
- Order św. Michała i św. Jerzego klasy Kawaler (1933)[2]
- Order Łaźni klasy Rycerz Komandor (1944)[2]
- Królewski Order Wiktoriański klasy Rycerz Wielkiego Krzyża (1947)[2]
- Order Łaźni klasy Rycerz Wielkiego Krzyża (1953)[2]

## Doktoraty honoris causa
Lascelles otrzymał doktoraty honoris causa od następujących uczelni:
- University of Bristol (1947)[2]
- Durham University (1958)[2]
- University of Oxford (1963)[2]

## Archiwa i dzienniki
Obszerne archiwum Lascellesa było w latach 1987-2007 stopniowo przekazywane przez jego córki do zasobów Churchill Archives Centre, instytucji działającej w ramach University of Cambridge, wyspecjalizowanej w przechowywaniu i opracowywaniu archiwów osobistych ważnych postaci z najnowszych dziejów Wielkiej Brytanii. Archiwum podzielone jest obecnie na część ogólnodostępną oraz część zamkniętą, z której korzystanie wymaga specjalnej zgody Archiwów Królewskich.
Dotychczas ukazały się dwa tomy wyimków z jego dzienników: z lat 1920-1936 (publikacja w 1989) oraz z okresu od kryzysu abdykacyjnego w 1936 do końca II wojny światowej (2006).

## W kulturze popularnej
Lascelles jest jedną z ważniejszych postaci drugoplanowych pierwszego sezonu serialu biograficznego The Crown (2016). Został tam ukazany jako osoba niezwykle lojalna wobec Windsorów i wspierająca młodą królową Elżbietę w pierwszych miesiącach jej panowania, ale jednocześnie jako człowiek działający w sposób wyjątkowo bezduszny i bezwzględny. Ukazana została też jego, dobrze udokumentowana w źródłach historycznych, wzajemna animozja z księciem Windsoru, jak po abdykacji tytułowano Edwarda VIII. W jego postać w serialu wciela się Pip Torrens.